# 暗黒街の顔役 (1932年の映画)
『暗黒街の顔役』（あんこくがいのかおやく、Scarface）は、1932年製作のアメリカ映画。1994年にはアメリカ国立フィルム登録簿に新規登記された。
1930年代初頭にブームとなったギャング映画には、3本の代表作がある。マーヴィン・ルロイ監督の『犯罪王リコ』（1930年）とウィリアム・A・ウェルマン監督の『民衆の敵』（1931）とこの『暗黒街の顔役』であるが、特に強烈でプロダクション・コード（当時の米国での映倫規定）とのトラブルが多かったのは、この作品である。現在アメリカではPG指定を受けたのも、この作品である。日本では1986年4月5日にCIC・ビクター ビデオより『暗黒街の顔役 スカーフェイス』のタイトルでVHSが発売されたが、本編に収録されたのは検閲バージョン（95分）ではなく、劇場公開版（93分）だった。
1930年の末、ハワード・ヒューズはアル・カポネをモデルにしたギャング映画の製作を思い立ち、アーミテイジ・トレイルの小品を購入し、共同製作兼監督にハワード・ホークスを招いた。ホークスはジョセフ・フォン・スタンバーグ監督の『暗黒街』（1927）の土台となった脚本を書くとき協力したベン・ヘクトに会い、カポネの物語を近親相姦や残忍な悪行で名高い中世イタリアのボルジア家風に味付けしてみたいのだが、と意見を打診した。この着想が気に入ったヘクトは11日間で脚本を書き上げた。1931年1月のことであるが、ホークスはさらにジョン・リー・マーヴィン、W・R・バーネットに撮影台本を作らせ、1929年にハリウッド入りしたが、失望してブロードウェイへ帰っていたポール・ムニを呼び戻して主役に据え、撮影を開始した。撮影はリー・ガームズにL・W・オコンネルが協力した。

## ストーリー
大親分「ビッグ・ルイ」コステロ（ハリー・J・ヴェハー）の用心棒トニー・カモンテ（ポール・ムニ）は対立する大親分ロウヴォ（オズグット・パーキンス）に買収されてコステロを暗殺し、逮捕されたがロウヴォに助けられ、最高幹部として取り立てられる。しかし、野心満々の彼は南地区の親分を射殺してビール密売の縄張りを奪い、さらにギャフニー（ボリス・カーロフ）を親分とする北地区にも手をのばそうとする。ロウヴォはこの計画に反対するが、マシンガンを手に入れていよいよ強気になったトニーは、大虐殺で北地区をも征服する。またトニーはロウヴォの情婦ポピー（カレン・モーレイ）に手を出し、我が物にしようとする。また自分の妹チェスカ（アン・ドゥヴォーラック）を溺愛するあまり強硬に束縛し、他の男との交際を固く禁じる。チェスカは激しく反発する。
トニーの仕掛ける抗争に次ぐ抗争、マシンガンによる殺戮の日々。市の当局はギャングの狼藉に腹を据えかね、積極的な撲滅策を打ち出す。
独断専行が目に余るトニーに手を焼き、また彼とポピーの関係を察知したロウヴォは子分にトニーの暗殺を命じる。辛くも逃れたトニーはリナルド（ジョージ・ラフト）と共にロウヴォを襲い、だらしなく命乞いする大親分を容赦なく射殺する。そして、ほとぼりを冷ますためポピーを連れて1か月の旅に出る。
旅から帰ったトニーは妹チェスカが男と同棲していると聞き、その部屋へ駆けつけてみると、相手の男がよりによって弟分のリナルドだった。怒りの余り弁解も聞かず、彼はリナルドを射殺する。チェスカとリナルドは前日に正式に結婚したばかりだった。錯乱状態になった彼女はトニーがリナルドを殺したことを警察に密告する。トニーを狙い続けていたグアリーノ（C・ヘンリー・ゴードン）は警官隊を動員。鉄壁の防備を誇るトニーのアパートを包囲する。チェスカはトニーを殺そうとしてピストルを構えてアパートへ入り込むが、たった一人の兄への愛を捨てることは出来ず、警官隊を相手に狂ったように撃ちまくる兄に協力する。だが跳弾を受けてチェスカーは絶命。その死を見てトニーは絶望の中で部屋を捨てて投降しかけるが、グアリーノの手錠をすり抜けて逃げ出したところを警官にマシンガンで射殺される。倒れた彼の上では旅行会社の"The World is Yours"（世界はあなたのもの）のネオンサインが煌くのだった。

## キャスト
※括弧内は日本語吹替（配信版）
- トニー・カモンテ - ポール・ムニ（落合弘治）
- チェスカ - アン・ドゥヴォーラック（湯屋敦子）
- ポピー - カレン・モーリー
- ロヴォ - オスグッド・パーキンス（牛山茂）
- ギャフニー - ボリス・カーロフ
- リナルド - ジョージ・ラフト
- 出版社 - パーネル・プラット
- アンジェロ - ヴィンス・バーネット
- グアリーノ - C・ヘンリー・ゴードン

## リメイク
1983年の本作のリメイク版。

## リブート
今後に米ユニバーサル・ピクチャーズが本作のリブートの映画の製作を企画している。